# Ramularia persicariicola
Ramularia persicariicola är en svampart som beskrevs av U. Braun & C.F. Hill 2004. Ramularia persicariicola ingår i släktet Ramularia och familjen Mycosphaerellaceae.   Inga underarter finns listade i Catalogue of Life.